# Icterus laudabilis
Icterus laudabilis е вид птица от семейство Трупиалови (Icteridae). Видът е почти застрашен от изчезване.

## Разпространение
Видът е разпространен в Сейнт Лусия.